# Phare de St. John's
Le phare de St. John's est un phare actif situé à St. John's, un village entre The Bottom et Windwardside (île de Saba), Territoire néerlandais d'outre-mer des Pays-Bas.

## Histoire
Le phare est situé sur la pente du Mont Scenery , à St. John's, un village au sud de l'île.

## Description
Ce phare est une tour métallique à base carrée à claire-voie de 15 m de haut. Il émet, à une hauteur focale de 325 m, deux éclats blancs par période de 10 secondes. Sa portée est de 15 milles nautiques (environ 28 km).
Identifiant : ARLHS : NEA-... - Amirauté : J5667.3 - NGA : 110-14738 .
|      |
| Saba |

### Lien connexe
- Liste des phares du Territoire néerlandais d'outre-mer
- List of lighthouses in Saba (en)